# Mamie Eisenhower
Mamie Geneva Doud Eisenhower, född Doud den 14 november 1896 i Boone, Iowa, död 1 november 1979 i Washington, D.C., var hustru till Dwight D. Eisenhower och var USA:s första dam under åren 1953 till 1961 då maken var USA:s president. Hon är även avlägset släkt med Elisabeth I via William Boleyn

## Biografi
Mamie Eisenhower var dotter till en framgångsrik slakterifabrikör; hennes morföräldrar var födda i Sverige. När hon var 10 år, flyttade familjen till Denver i Colorado, men tillbringade vanligtvis vintermånaderna i San Antonio, Texas.
Tidigt på vintern 1915 presenterades hon för Dwight D. Eisenhower, då en ung fänrik som stationerad vid det närbelägna Fort Sam Houston. De förlovade sig på den 14 februari samma år och gifte sig 1 juli 1916. Under de följande årtiondena bodde de på olika militärförläggningar runt om i världen. De fick två söner, varav den äldste dog som treåring.
Mamie Eisenhower beskrivs som en varm person. Hon kallade sig själv för "opolitisk" och var en populär värdinna i Vita huset under åren som First Lady, att agera som värdinna hade hon lärt sig under arméåren. Som presidentfru valdes hon ofta till USA:s bäst klädda kvinna i dampressen.
Sonsonen David Eisenhower är gift med Julie Nixon, dotter till president Richard Nixon.